# Thalassophryne maculosa
Thalassophryne maculosa is een straalvinnige vis uit de familie van de kikvorsvissen (Batrachoididae), orde Batrachoidiformes, die voorkomt in het westen van de Atlantische Oceaan.

## Anatomie
Thalassophryne maculosa kan een maximale lengte bereiken van 20 cm. Er zijn 17 tot 20 dorsale stralen en 16 tot 19 anale stralen.

## Leefwijze
Thalassophryne maculosa is een zoutwatervis die voorkomt in een tropisch klimaat. De diepte waarop de soort voorkomt is tot 200 m onder het wateroppervlak.

## Relatie tot de mens
Voor de mens is Thalassophryne maculosa giftig. De soort komt niet voor op de Rode Lijst van de IUCN.